# Eje (disco duro)

En informática, el eje de un disco duro es el eje sobre el que se montan los platos (en inglés, spindle).
En virtualización de almacenamiento, también recibe el nombre de eje (spindle) la unidad física de disco, refiriéndose a las partes giratorias que limitan al dispositivo a una sola operación de entrada/salida simultánea, convirtiéndolo en el cuello de botella más habitual y el foco de las decisiones de programación de operaciones de e/s. La única forma de ejecutar más de una operación de disco al mismo tiempo es añadir más ejes, es decir, más discos.